# أسان بازاييف
أسان بازاييف (بالقازاقية: Асан Базаев)‏ مواليد 22 فبراير 1981 في ألماتي، الاتحاد السوفيتي، هو دراج كازاخستاني سابق في صنف سباق الدراجات على الطريق. سبق أن شارك في دورة الألعاب الأولمبية الصيفية.

## روابط خارجية
- أسان بازاييف على موقع الاتحاد الدولي للدراجات (الإنجليزية)
- أسان بازاييف على موقع أرشيف الدراجات (الإنجليزية)
- أسان بازاييف على موقع إحصائيات الدراجات الإحترافية (الإنجليزية)
- أسان بازاييف على موقع نسبة الدراجات (الإنجليزية)
- أسان بازاييف على موقع CycleBase (الإنجليزية)
- أسان بازاييف على موقع أوليمبيديا (الإنجليزية)